# Taraxacum subpatens
Taraxacum subpatens — вид квіткових рослин з родини айстрових (Asteraceae). Вид зростає в Європі: Австрія, Данія, Польща, Швейцарія; це багаторічна рослина помірних біомів.